# جاكيريه
جاكيريه، لاعب كرة قدم برازيلي سابق.
و قد بدأ باللعب مع نادي اليرموك في عام 2004، ولعب معهم حتى عام 2006، وفي يوليو 2006 انتقل إلى نادي السالمية.